# Domanín (okres Hodonín)
Domanín (německy Domaning; Domaningen) je obec v okrese Hodonín v Jihomoravském kraji. Leží jedenáct kilometrů severozápadně od Veselí nad Moravou. Žije zde přibližně 1 000 obyvatel. Sousedními obcemi sídla jsou Těmice, Ořechov, Syrovín, Moravský Písek a Bzenec.

## Historie
Poprvé se o Domaníně písemně zmiňuje listina Přemysla Otakara II. z 27. listopadu 1228, ve které velehradský klášter osvobodil od daní a poplatků. Obsahuje seznam klášterních statků, mezi které patřil i Domanín. V letech 1900–1901 došlo k rozsáhlým sesuvům půdy, při kterých bylo zničeno nebo poškozeno 42 domů.

## Obyvatelstvo
Podle sčítání 1930 zde žilo v 321 domech 1 228 obyvatel. 1 227 obyvatel se hlásilo k československé národnosti. Žilo zde 1 219 římských katolíků, 3 příslušníci Církve československé husitské a 6 osob bez vyznání.
Dle sčítání lidu se v roce 2011 se 79,4 % obyvatel hlásilo k české národnosti, 18,5 % k moravské a 1,4 % ke slovenské. 61 % obyvatel se označilo za věřící. K římskokatolické církvi se přihlásilo 56,8 % obyvatel, 30,4 % bylo bez vyznání a 8,6 % na otázku víry neodpovědělo. Domanínská farnost s kostelem svatého Václava je součástí kyjovského děkanátu.
| Rok            | 1869  | 1880  | 1890  | 1900  | 1910  | 1921  | 1930  | 1950  | 1961  | 1970  | 1980  | 1991  | 2001  | 2011  | 2021 |
| -------------- | ----- | ----- | ----- | ----- | ----- | ----- | ----- | ----- | ----- | ----- | ----- | ----- | ----- | ----- | ---- |
| Počet obyvatel | 1 088 | 1 106 | 1 174 | 1 218 | 1 213 | 1 291 | 1 228 | 1 216 | 1 324 | 1 261 | 1 126 | 1 085 | 1 043 | 1 003 | 988  |
| Počet domů     | 229   | 240   | 258   | 280   | 288   | 284   | 321   | 338   | 322   | 322   | 308   | 324   | 331   | 308   | 338  |

## Obecní symboly
Znak a vlajka byly obci uděleny rozhodnutím předsedy Poslanecké sněmovny Parlamentu České republiky dne 22. listopadu 2001.

## Pamětihodnosti
- Domanínský dvůr je trojkřídlá stavba bývalého panského dvora s mansardovou střechou v centru obce z let 1672–1678. Dnes slouží jako Obecní úřad.
- Kostel svatého Václava z let 1786–1788 prošel v roce 1932 rozsáhlou přestavbou. Je zde mramorový oltář z roku 1933 a s oltářním obrazem od Ignáce Raaba. Na obraze je zachycena svatého Ludmila s knězem Kaichem, jak vyučují svatého Václava. Ve dvou bočních kaplích, které vznikly při přestavbě, jsou umístěny další čtyři Raabovy obrazy s výjevy ze života sv. Bernarda. Tyto obrazy patrně pocházejí z velehradského kláštera. Menší obraz Vincence z Pauly je od stejného autora. Dva boční oltáře jsou zasvěceny Panně Marii a Božskému Srdci Páně. Sochy svatého Cyrila a Metoděje za hlavním oltářem a kazatelna s reliéfy evangelistů pochází z roku 1899. Ve věži jsou zavěšeny tři zvony. Umíráček o váze 45 kg z roku 1794 byl ještě v letech 1808 a 1893 přelit. Je na něm vyobrazen svatý Josef. Další dva bronzové zvony z roku 1973 odlila firma Dytrychova v Brodku u Přerova. Zvon svatý Václav s nápisem "S námi truchli, jásej, zpívej, volej nás k Bohu a věčné spáse" váží 491 kilogramů. Na zvonu Panny Marie o váze 300 kilogramů je nápis: "Vypros pokoj duším, rodinám a celé naší farnosti". Současná budova fary byla postavena v roce 1899 na místě předchozí z let 1786–1787.
- Socha svatého Jana Nepomuckého u kostela s nápisem: Ke cti a chvále Jana Nepomuckého, nákladem Josefa Nikla dne 21. května 1803. V roce 2013 byla restaurována.[10]
- Socha svatého Václava u kostela s nápisem: Nedej zahynouti nám ni budoucím. Věnovali manželé František a Apolonie Kolíbalovi z Domanína v roku 1901.
- Socha svatého Floriána s nápisem: Svatý Floriáne, prosiž za nás Boha, by nás chránil ohně časného a věčného. Socha tato byla postavena péčí představenstva a nákladem Obce Domanína. Posvěcena 8. 5. 1904.
- Socha Panny Marie Lurdské z roku 1917
- Kříže v různých částech obce z let 1768, 1867, 1910, 1911 a 1998
- Památný strom Domanínská lípa. Asi 200 let stará lípa malolistá s obvodem kmene 440 centimezrů mezi domy č. 12 a 213.[11]
- Lesopark na místě bývalého hřbitova[12]

## Osobnosti
- Libuše Domanínská (1924–2021), operní pěvkyně. Podle Domanína, rodiště svých rodičů, si zvolila svůj pseudonym.

## Galerie

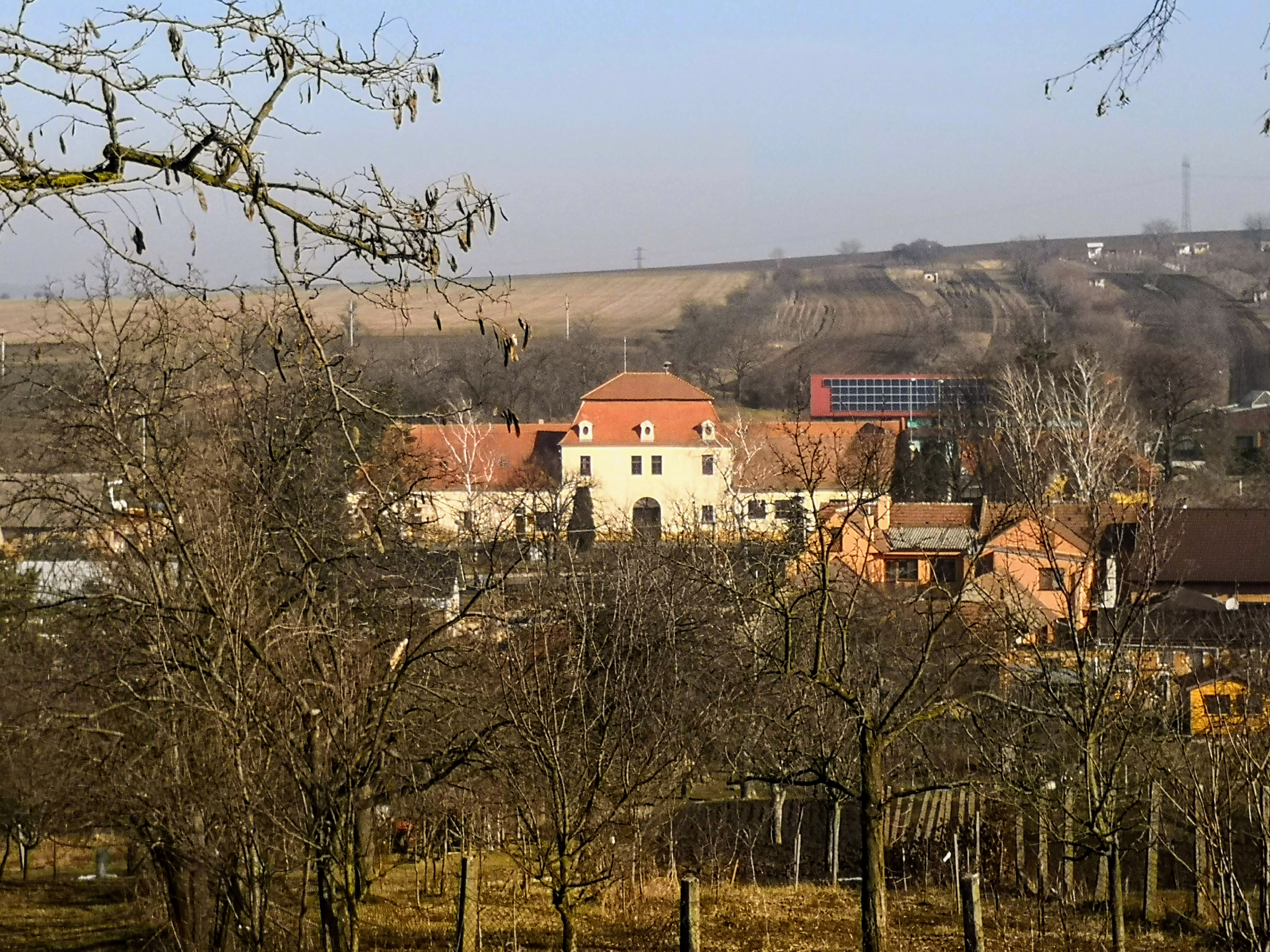
Památkově chráněný zemědělský dvůr č.p. 9, dnes obecní úřad
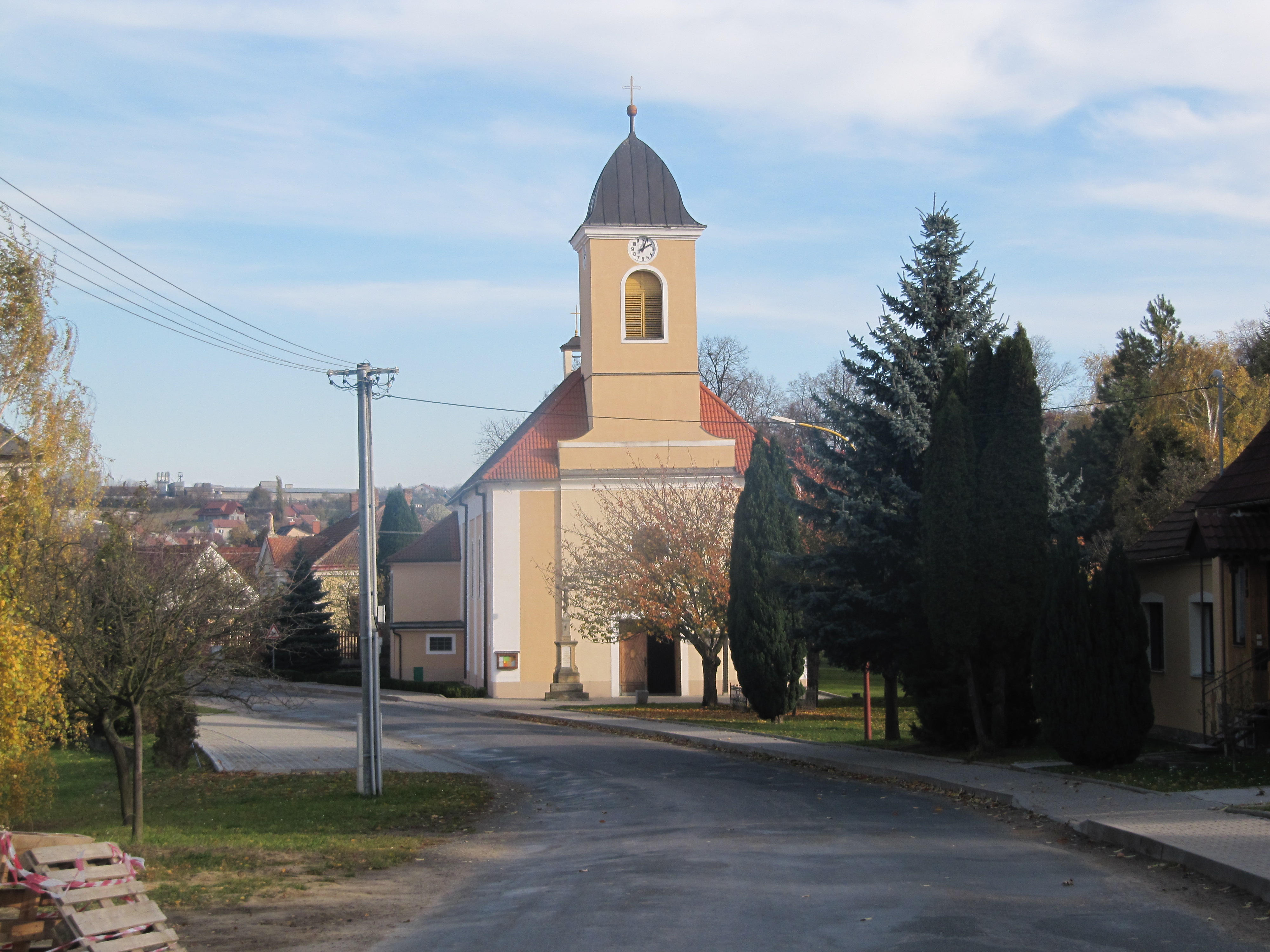
Kostel svatého Václava
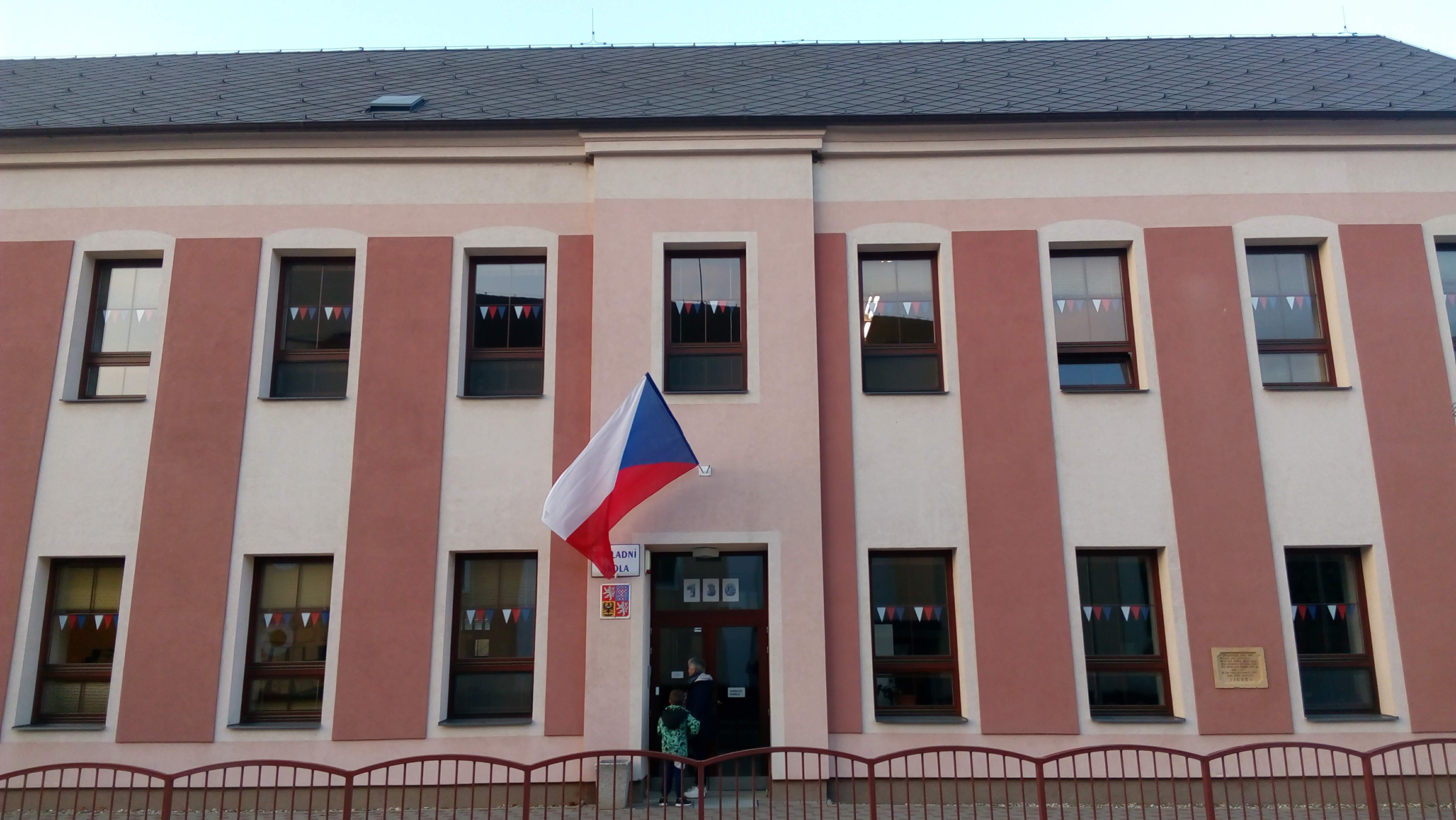
Základní škola Domanín
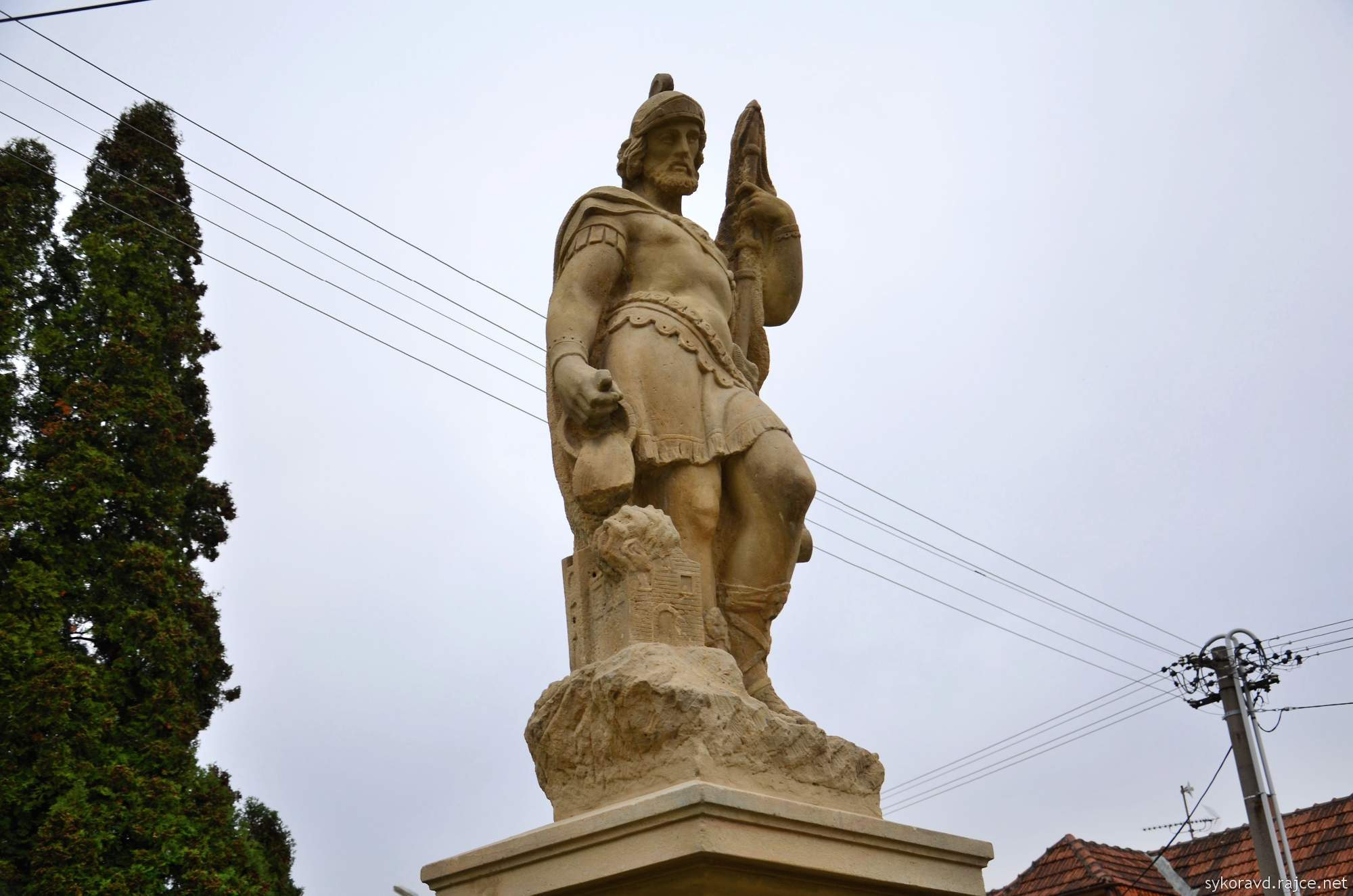
Svatý Floriánek
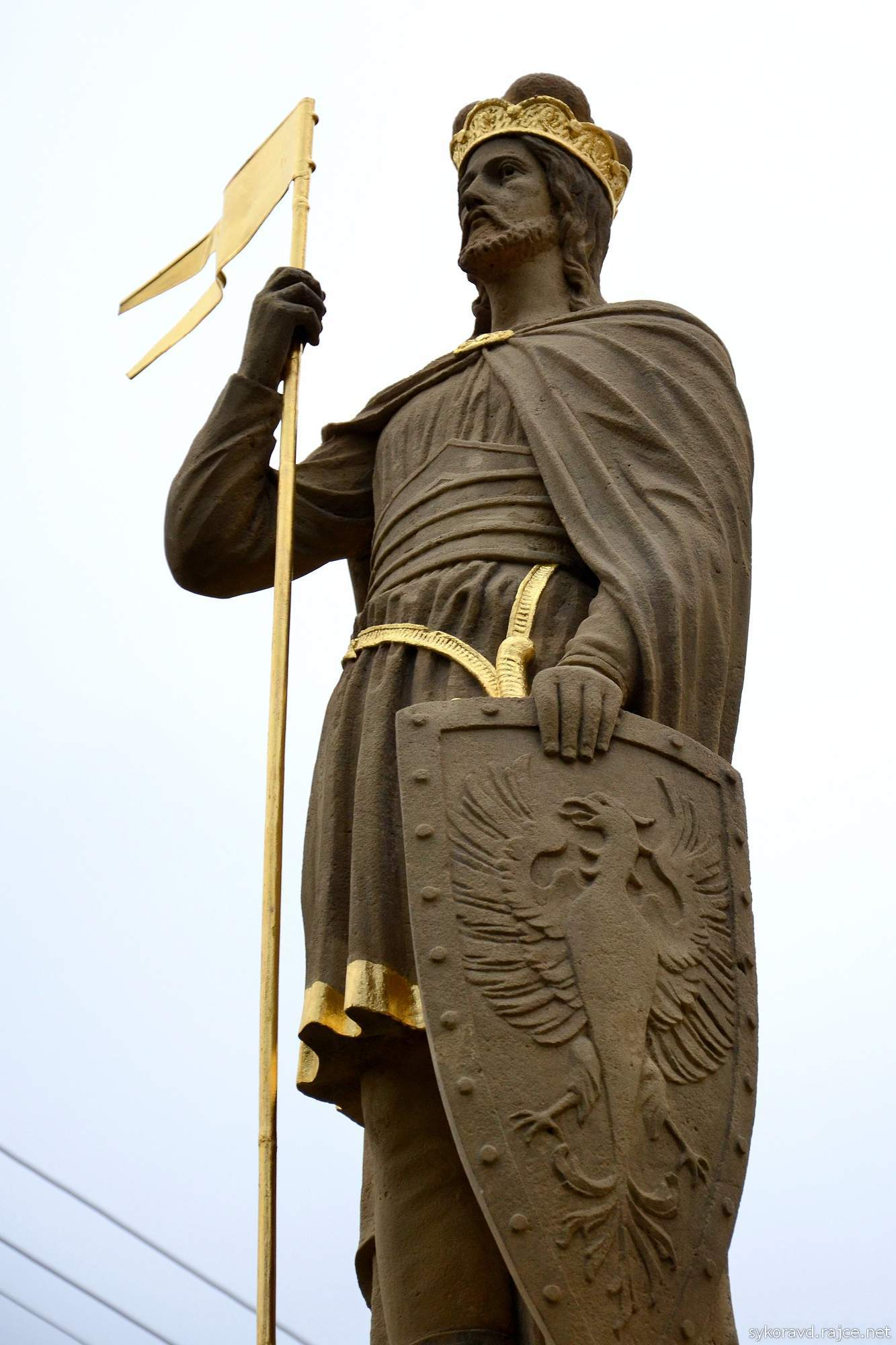
Socha svatého Václava
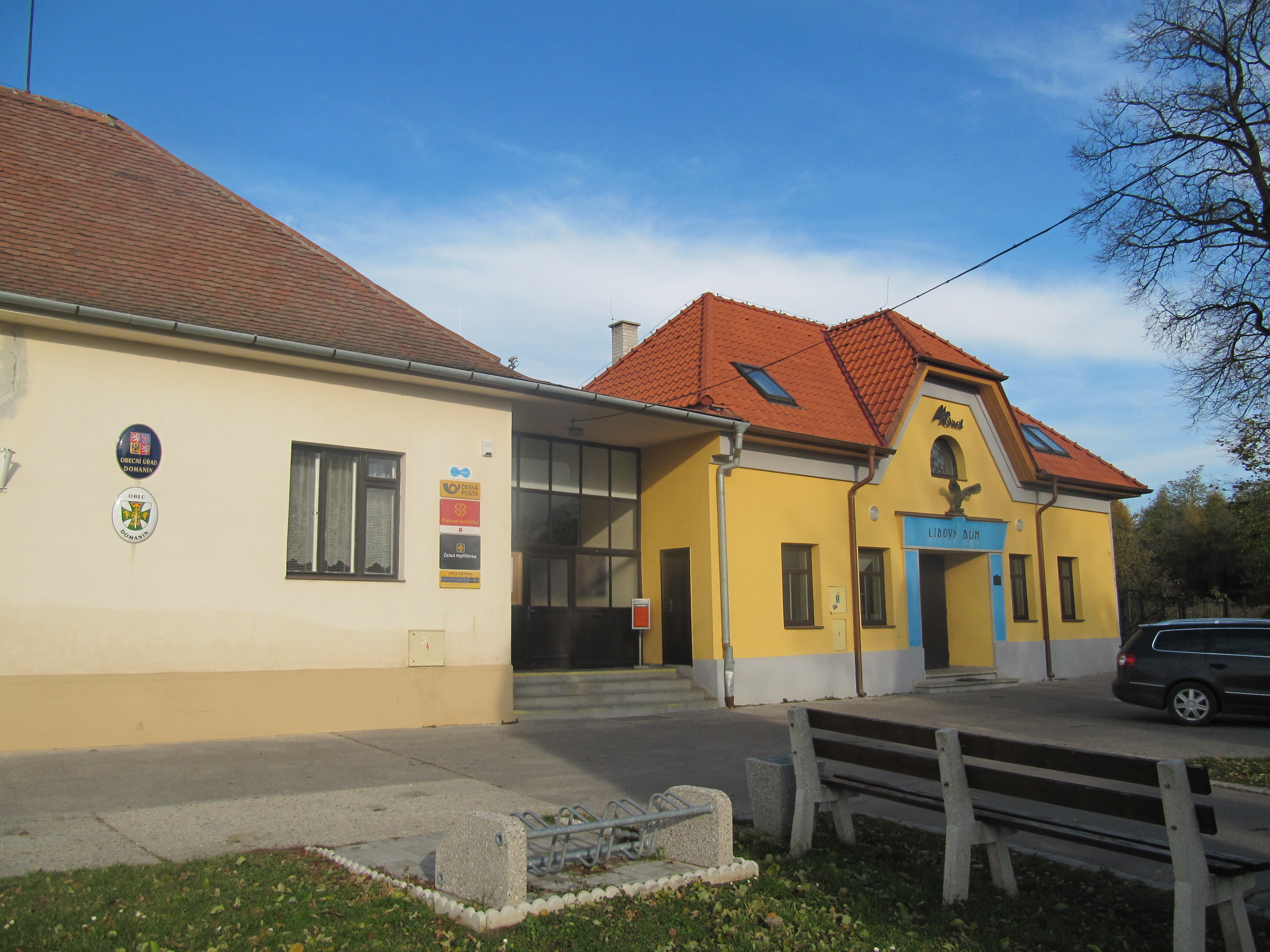
Obecní úřad a Lidový dům